# Gmina Sawin
Die Gmina Sawin ist eine Landgemeinde im Powiat Chełmski der Woiwodschaft Lublin in Polen. Ihr Sitz ist das gleichnamige Dorf mit etwa 2000 Einwohnern.

## Gliederung
Zur Landgemeinde Sawin gehören folgende 19 Ortschaften mit einem Schulzenamt:
Bachus
Bukowa Mała
Bukowa Wielka
Chutcze
Czułczyce
Czułczyce-Kolonia
Czułczyce Małe
Jagodne
Krobonosz
Łowcza
Łukówek
Malinówka
Petryłów
Podpakule
Radzanów
Sajczyce
Serniawy
Średni Łan
Weitere Orte der Gemeinde sind Aleksandrówka, Hredków, Krobonosz-Kolonia, Łowcza-Kolonia, Przysiółek, Serniawy-Kolonia, Tomaszówka und Wólka Petryłowska.